# Empordà
Empordà (výslovnost [əmpurˈða], španělsky Ampurdán) je historický a geografický region ve Španělsku. Je situován na severovýchodě Katalánska u francouzských hranic. Tvoří jej převážně rovina podél řek Muga, Fluvià a Ter, kterou na severu ohraničují Pyreneje a na jihu pahorkatina Montgrí. Na východě regionu se nachází Roseský záliv Středozemního moře, zasahuje sem rekreační oblast Costa Brava. Empordà má rozlohu 2261 km² a žije zde okolo 270 000 obyvatel, pro svoji malebnou krajinu bývá region označován za „španělské Toskánsko“.
Oblast byla osídlena již v paleolitu, o čemž svědčí četné archeologické nálezy v jeskyních pohoří Montgrí. V okolí města Roses se nachází množství megalitických staveb, nedaleko vesnice Ullastret se zachovaly pozůstatky iberského osídlení. Ve starověku zde existovalo významné město Empúries (z řeckého Ἐμπόριον, tržiště), které dalo název celému kraji. V raném středověku zde vládli Vizigóti, Mauři a Frankové, od roku 813 existovalo hrabství Ampurias, které bylo od 12. století podřízeno aragonské koruně. Od roku 1936 je oblast rozdělena na komarky Alt Empordà a Baix Empordà. Největším městem regionu je Figueres.
Rodáky z Empordy jsou malíř Salvador Dalí, spisovatel Josep Pla a vynálezce ponorky Narcís Monturiol. Tradičním místním řemeslem byla stavba lodí, provozuje se rybolov, pěstuje korkový dub, vinná réva (především odrůda Grenache, z níž se vyrábějí červená a růžová vína), rajčata a fazole, Figueres je známý místní červenou odrůdou zimní cibule. Zdejší podnebí ovlivňuje chladný horský vítr tramontana. Turistickými atrakcemi jsou historické město La Bisbal d'Empordà, hrady Castell de Sant Ferran a Castell del Montgrí nebo Torre Gorgot ve Figueresu, kde sídlí Dalího muzeum. Při pobřeží se nachází souostroví Illes Medes, vyhlášené mořskou rezervací.